# N (kana)
A hiragana ん, katakana ン, Hepburn-átírással: n, magyaros átírással: n japán kana. A hiragana a 尓 kandzsiból származik, a katakana pedig a 乎. A hagyományos godzsúonban (a kanák sorrendje, kb. „ábécérend”) nem szerepel, mert később alkották meg, mint a godzsúont magát. Dakutennel és handakutennel képzett alakja nincs. Ez az egyetlen japán kana, mely nem magánhangzóra végződik.
|          | Hepburn és magyaros | Hiragana (Unicode) | Katakana    |
| -------- | ------------------- | ------------------ | ----------- |
| Alapalak | n                   | ん (U+3093)        | ン (U+30F3) |

## Kiejtése
A kana ejtése attól függően változik, hogy milyen hangok veszik körül:
- [n] (n, t, d, r, c, z, cs és dzs előtt)
- [m] (m, p és b előtt)
- [ŋ] (k és g előtt)
- [ɴ] (megnyilatkozás végén)
- [ũ͍] (magánhangzók és palatális approximánsok (j) előtt ; h, f, sz, s és v előtt)
- [ĩ] (az i magánhangzó után, ha másik magánhangzó, palatális approximáns vagy f, sz, s, h, v mássalhangzó követi.)

## Vonássorrend
|  |  |
|  |  |